# Мешонник, Анри
Анри Мешонник (фр. Henri Meschonnic, 18 сентября 1932, Париж — 8 апреля 2009, Вильжюиф, Валь-де-Марн) — французский поэт, лингвист, стиховед, переводчик и теоретик перевода, автор оригинальной теории ритма.

## Биография
Родился в еврейской семье Мешонжник, эмигрировавшей во Францию из Кишинёва (тогда в румынской Бессарабии) в 1924 году. Преподавал языкознание и литературу в Лилле (1963—1968), затем в университете Париж-VIII (1969—1997). Владел полутора десятком языков — как древних, так и новых.

## Труды
Автор трудов по поэтике, теории языка, поэтической речи и перевода, основывающихся на факте и акте субъективного устного высказывания, организующим началом которого выступает ритм. Развивал идеи Гумбольдта, Соссюра, Бенвениста в полемике со структурализмом, с устоявшимися академическими представлениями о переводе.
Основной труд Мешонника как переводчика — перевод Библии, которым он был занят несколько десятилетий (полемизировал о принципах библейского перевода с Юджином Найдой). Кроме того, перевёл книгу Лотмана Структура художественного текста (опубл. 1973) и др., причем переводил не только на французский (например, поэзию Эзру Паунда), но и с французского (стихи Валери на английский). Отдельные работы Мешонника посвящены Риваролю, Флоберу, Малларме, Аполлинеру, Ингеборг Бахман, Мишелю Деги, Мандельштаму.
Его переводческий принцип — переводить не то, что слова говорят, а то, что они делают.

## Избранные публикации

### Стихотворения
- Dédicaces proverbes (1972)
- Dans nos recommencements (1976)
- Légendaire chaque jour (1979)
- Voyageurs de la voix (1985)
- Nous le passage (1990)
- Combien de noms (1999)
- Maintenant (2000)
- Je n’ai pas tout entendu (2000)
- Puisque je suis ce buisson (2001)
- Infiniment à venir (2004)
- Tout entier visage (2005)
- Et la terre coule (2006)
- La vie je cours (2008)
- Parole rencontre (2008)
- De monde en monde (2009)

### Эссе
- Pour la poétique (1970)
- Pour la poétique II, Epistémologie de l’écriture, Poétique de la traduction (1973)
- Pour la poétique III, Une parole écriture (1973)
- Le signe et le poème (1975)
- Écrire Hugo, Pour la poétique IV (2 тт., 1977)
- Poésie sans réponse, Pour la poétique V (1978)
- Critique du rythme, Anthropologie historique du langage (1982)
- Les états de la poétique (1985)
- Modernité modernité (1988)
- Le langage Heidegger (1990)
- La rime et la vie (1990)
- Des mots et des mondes: dictionnaires, encyclopédies, grammaires, nomenclatures (1991)
- Politique du rythme, politique du sujet (1995)
- De la langue française, essai sur une clarté obscure (1997)
- Traité du rythme, des vers et des proses (1998)
- Poétique du traduire (1999)
- L’utopie du Juif (2001)
- Célébration de la poésie (2001)
- Hugo, la poésie contre le maintien de l’ordre (2002)
- Spinoza poème de la pensée (2002)
- Un coup de Bible dans la philosophie (2004)
- Vivre poème (2005)
- Le nom de notre ignorance, la dame d’Auxerre (2006)
- Heidegger ou le national-essentialisme (2007)
- Dans le bois de la langue (2008)

### Публикации на русском языке
- Поэтика…/ Теоремы перевода// Логос, 2011, № 5/6, с.72-91 (в соавторстве с Ж.-Р. Адмиралем)
- Анри Мешонник. Рифма и жизнь. — Москва: ОГИ, 2014. — 400 с. — ISBN 978-5-94282-738-0.

## Признание
Труды Мешонника переведены на ряд языков, включая корейский и японский. Он был президентом Национального Центра литературы (с 1993 — Национальный Центр книги). Литературные премии Макса Жакоба (1972), Малларме (1986), Европейская премия Жана Арпа (2005, ), премия Натана Каца (2006), Международная поэтическая премия Гильвика (2007).
Библейские тексты в его переводе ставятся на сценах драматических и музыкальных театров; среди других их ставил Клод Режи.